# رود ویتیم
 رود ویتیم رودی است به رود لنا می‌ریزد. این رود از کشور روسیه می‌گذرد.